# 2-й гвардейский бомбардировочный авиационный корпус (1-го формирования)
2-й гварде́йский бомбардиро́вочный авиацио́нный Льво́вский ко́рпус (2-й гв. бак) — соединение Военно-Воздушных сил (ВВС) Вооружённых Сил РККА, принимавшее участие в боевых действиях Великой Отечественной войны.

## Наименования корпуса
- 1-й бомбардиро́вочный авиацио́нный ко́рпус;
- 2-й гварде́йский бомбардиро́вочный авиацио́нный ко́рпус;
- 2-й гварде́йский бомбардиро́вочный авиацио́нный Льво́вский ко́рпус;
- 6-й гварде́йский бомбардиро́вочный авиаци́онный Льво́вский ко́рпус;
- 6-й гварде́йский бомбардиро́вочный авиацио́нный Льво́вский Краснознамённый ко́рпус;
- 6-й гварде́йский бомбардиро́вочный авиацио́нный Льво́вский Краснознамённый о́рдена Суво́рова ко́рпус;
- 44-й гвардейский бомбардировочный авиационный Львовский Краснознаменный ордена Суворова корпус.

## Создание корпуса
2-й гвардейский бомбардировочный авиационный корпус создан путём преобразования 5 февраля 1944 года из 1-го бомбардировочного авиационного корпуса

## Преобразование корпуса
2-й гвардейский бомбардировочный авиационный Львовский корпус Директивой Генерального Штаба № орг/10/315706 от 26 декабря 1944 года переименован в 6-й гвардейский бомбардировочный авиационный Львовский корпус.

## В действующей армии
В составе действующей армии:
- с 5 февраля 1944 года по 26 декабря 1944 года[2], всего 326 дней

## Командир корпуса
- Герой Советского Союза Генерал-майор авиации Полбин Иван Семёнович. Период нахождения в должности: с 5 февраля 1944 года по 26 декабря 1944 года.

## В составе объединений
| Объединение                              | Период                  |
| ---------------------------------------- | ----------------------- |
| 5-я воздушная армия 2-й Украинский фронт | 05.02.1944 — 06.07.1044 |
| 2-я воздушная армия 1-й Украинский фронт | 06.07.1044 — 16.07.1944 |
| 8-я воздушная армия 1-й Украинский фронт | 16.07.1944 — 30.07.1044 |
| 2-я воздушная армия 1-й Украинский фронт | 30.07.1044 — 26.12.1944 |

## Соединения, части и отдельные подразделения корпуса

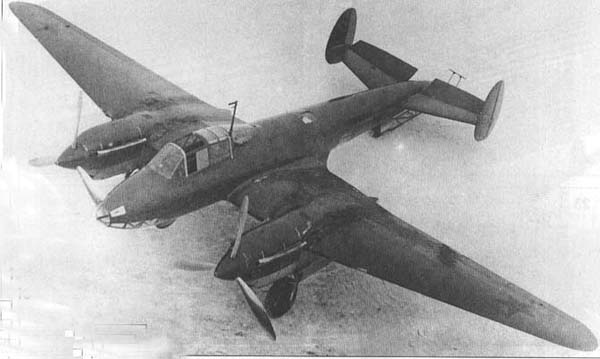
Основной самолёт корпуса Пе-2

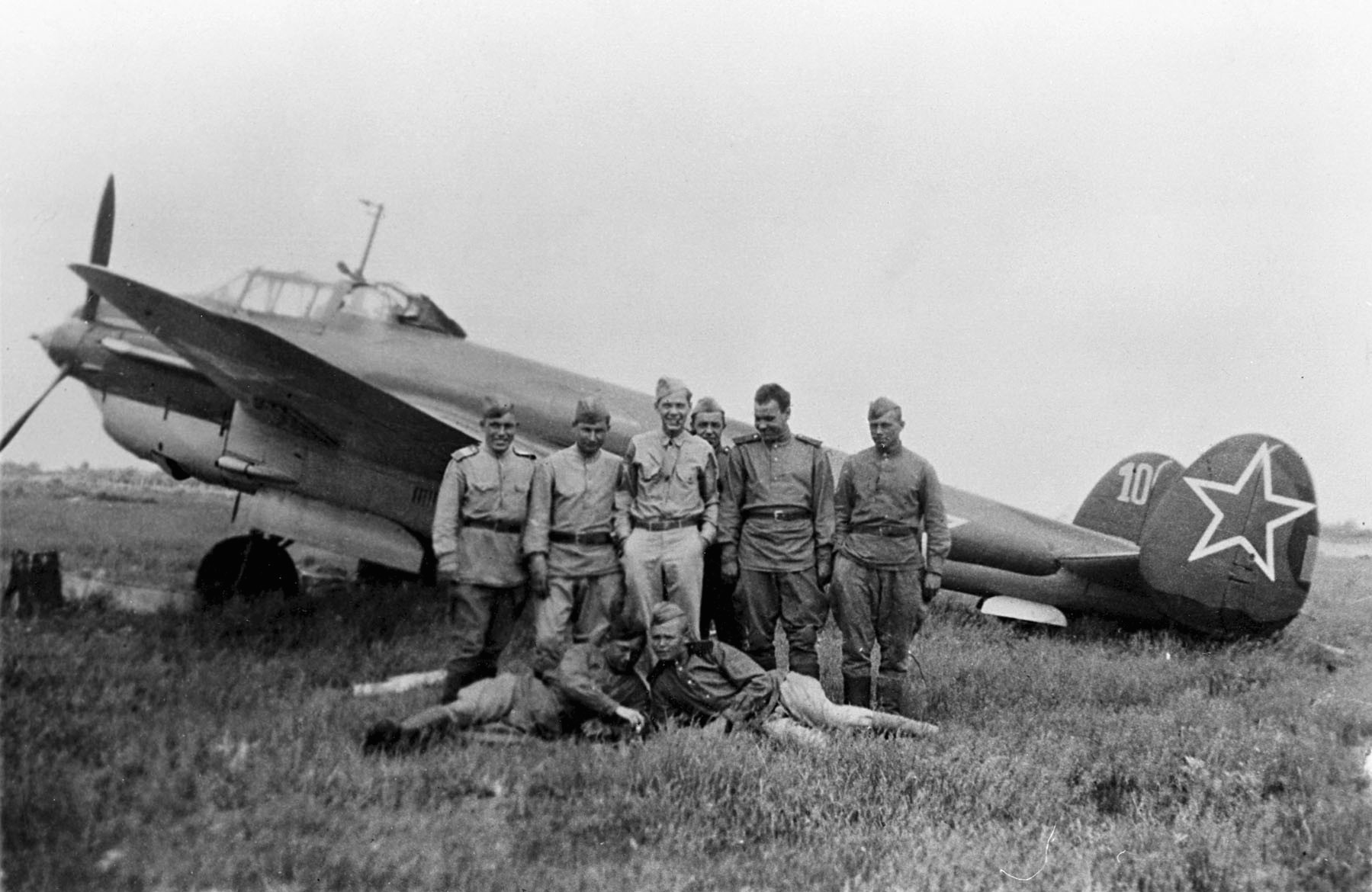
Основной самолёт корпуса Пе-2

- 1-я гвардейская бомбардировочная авиационная дивизия[3];
  - 80-й гвардейский бомбардировочный авиационный полк;
  - 81-й гвардейский бомбардировочный авиационный полк;
  - 82-й гвардейский бомбардировочный авиационный полк;
- 8-я гвардейская бомбардировочная авиационная дивизия[3];
  - 160-й гвардейский бомбардировочный авиационный полк;
  - 161-й гвардейский бомбардировочный авиационный полк;
  - 162-й гвардейский бомбардировочный авиационный полк;
- 218-я бомбардировочная авиационная дивизия[3] (с 1 апреля 1944 года по 01 июня 1944 года);
  - 452-й бомбардировочный авиационный полк;
  - 453-й бомбардировочный авиационный полк;
- 244-я бомбардировочная авиационная дивизия[3] (с 01 июня 1944 года по 01 августа 1944 года);
  - 260-й бомбардировочный авиационный полк;
  - 449-й бомбардировочный авиационный полк;
  - 861-й бомбардировочный авиационный полк;
- 6-я гвардейская отдельная авиационная эскадрилья связи[2];
- 36-я гвардейская отдельная рота связи[2];
- 69-й отдельный взвод земного обеспечения самолётовождения[2];
- 50-й отдельный взвод аэрофотослужбы[2];
- 2161-я военно-почтовая станция[2].

## Участие в операциях и битвах
- Днепровско-Карпатская операция:
  - Корсунь-Шевченковская операция с 5 февраля 1944 года по 17 февраля 1944 года.
  - Уманско-Ботошанская операция с 5 марта 1944 года по 17 апреля 1944 года.
- Львовско-Сандомирская операция с 13 июля 1944 года по 3 августа 1944 года.
- Восточно-Карпатская операция:
  - Карпатско-Дуклинская операция (Карпатско-Ужгородская операция) с 8 сентября 1944 года по 28 октября 1944 года.

## Почётные наименования
- 2-му гвардейскому бомбардировочному авиационному корпусу присвоено почётное наименование «Львовский»[4]
- 160-му гвардейскому бомбардировочному авиационному полку присвоено почётное наименование «Висленский»[5]
- 162-му гвардейскому бомбардировочному авиационному полку было присвоено почётное наименование «Висленский»[5]

## Награды
- 8-я гвардейская бомбардировочная авиационная Черкасская дивизия Указом Президиума Верховного Совета СССР награждена орденом «Красного Знамени».